# (100522) 1997 CA
(100522) 1997 CA es un asteroide perteneciente al cinturón de asteroides, descubierto el 1 de febrero de 1997 por Lenka Šarounová desde el Observatorio de Ondřejov, Ondřejov, República Checa.

## Designación y nombre
Designado provisionalmente como 1997 CA.

## Características orbitales
1997 CA está situado a una distancia media del Sol de 3,023 ua, pudiendo alejarse hasta 3,366 ua y acercarse hasta 2,680 ua. Su excentricidad es 0,113 y la inclinación orbital 3,203 grados. Emplea 1920,31 días en completar una órbita alrededor del Sol.

## Características físicas
La magnitud absoluta de 1997 CA es 15,1. Tiene 6,269 km de diámetro y su albedo se estima en 0,049.